# Charles Noyes Forbes
Charles Noyes Forbes (né le 24 septembre 1883 à Boylston (Massachusetts), mort le 9 août 1920 à Honolulu) est un botaniste américain.

## Biographie
Charles Noyes Forbes va à la Ray School à Southborough (Massachusetts), de 1895 à 1897, puis à l'école secondaire de National City (Californie). En 1904, il s'inscrit à l'université de Californie où il obtient le baccalauréat universitaire en sciences. Pendant ses études de premier cycle, il est cadet au service d'urgence pendant le séisme de 1906 à San Francisco. Au cours de sa dernière année, le 30 décembre 1907, à Cedar Cañon, dans le comté de San Diego, en Californie, Forbes a découvert une nouvelle espèce de cyprès. En 1922, Willis Linn Jepson, professeur titulaire à l'université et président de la Société botanique de Californie, nomme la nouvelle espèce Cupressus forbesii, en mémoire de son ancien élève, Forbes.
De 1908 à 1920, il est conservateur de botanique au Muséum Bishop à Honolulu. Pendant cette période, il fait plusieurs expéditions dans les marais, les falaises, les chaînes de montagnes et les vallées dans les îles hawaïennes et recueille de nombreux taxons végétaux qui sont nouveaux pour la science. En 1919, il est le premier botaniste qui explore la flore de la tourbière du Haleakalā à l'est de Maui. Parmi les plantes qui ont été scientifiquement décrites par Forbes, plusieurs sont très rares ou même éteintes : Portulaca molokiniensis, Cyanea parvifolia, Hibiscadelphus bombycinus, Clermontia tuberculata... L'International Plant Names Index recense 52 espèces décrites par Forbes. Des espèces comme Pipturus forbesii et Cheirodendron forbesii sont nommées en son honneur.
En 1913, Forbes épouse Helen Jean (« Nell ») Stokes, qu'il rencontre l'année précédente lors d'une visite prolongée en Australie pour voir son frère, John F. G. Stokes, conservateur du Musée d'ethnologie polynésienne.

## Source de la traduction
- (en) Cet article est partiellement ou en totalité issu de l’article de Wikipédia en anglais intitulé « Charles Noyes Forbes » (voir la liste des auteurs).